# 筒賀村

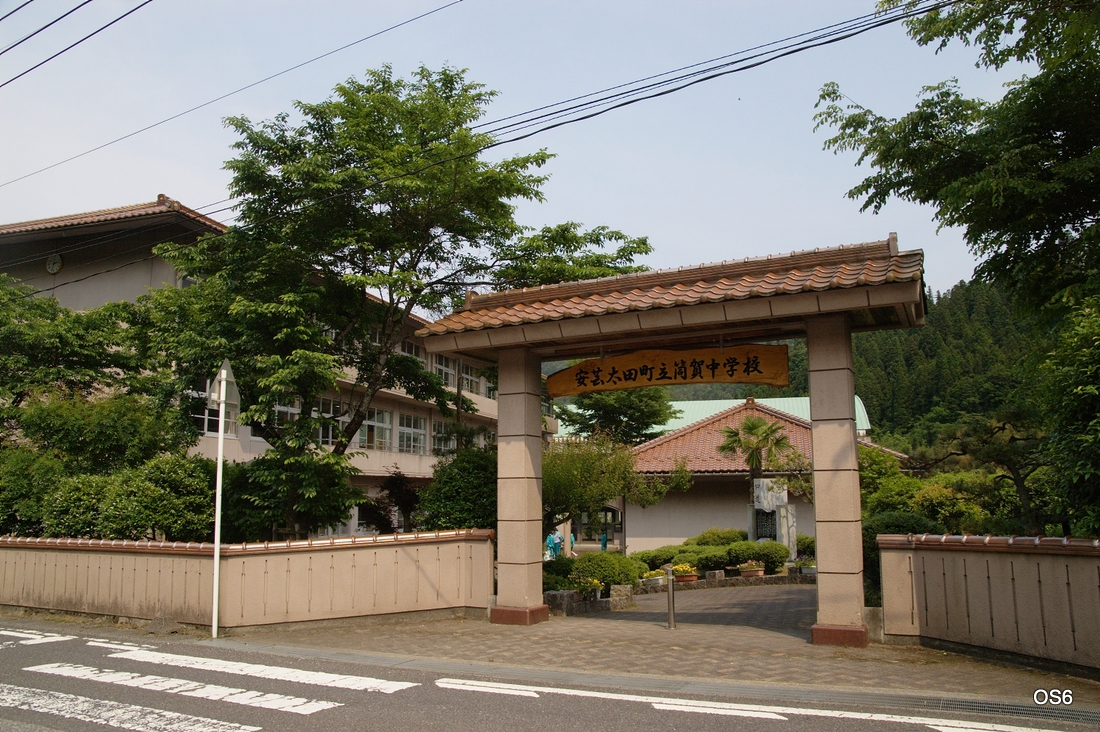
筒賀中学校

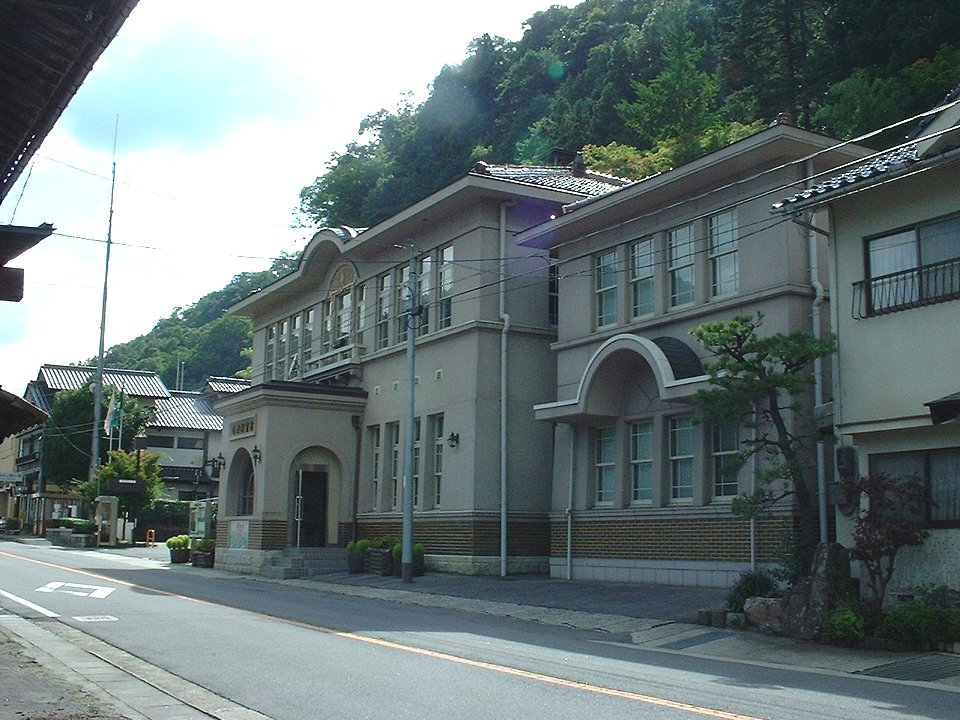
筒賀村役場（2003年8月）

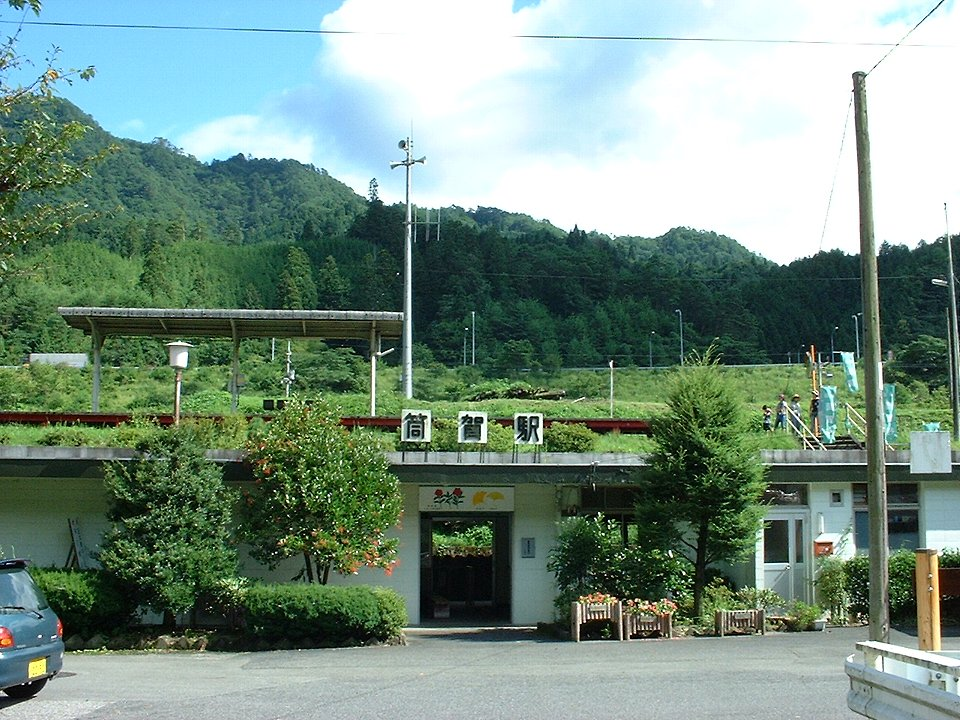
可部線筒賀駅（2003年8月、現在廃止）

筒賀村（つつがそん）は、かつて広島県の北西部に存在した村。山県郡に属した。
1889年4月1日の町村制施行、以来豊富な森林資源を有していたことなどから115年半に渡って独立村政を貫いてきたが2004年10月1日、隣接する山県郡加計・戸河内両町と対等合併して山県郡安芸太田町に移行したことに伴い、単独としての筒賀村も消滅した。

## 歴史・沿革
- 1836年（天保7年） - 天保の飢饉がピークを迎える。中筒賀村、上筒賀村の当時の人口約2,700人のうち約600人が死亡[1]。
- 1889年（明治22年）4月1日 - 市町村制施行の際、上筒賀村と中筒賀村が合併し発足[2]。
- 2004年（平成16年）10月1日 - 隣接する山県郡加計・戸河内両町と対等合併して安芸太田町に移行したことに伴い廃止。

## 地理

### 河川
- 太田川
- 筒賀川…太田川支流。

### 山
- 市間山（標高1,108.8m）
- 立岩山（標高1,091.4m）
- 鷹ノ巣山（標高989.0m）
- 天上山（標高972.6m）
- 鍋山（標高871.0m）

## 名所・旧跡
- 井仁の棚田
- 龍頭峡
- グリーンスパつつが

## 大字
- 上筒賀（かみつつが）
- 中筒賀（なかつつが）

## 教育

### 小学校
- 筒賀村立筒賀小学校

### 中学校
- 筒賀村立筒賀中学校

## 交通

### 鉄道
村内に鉄道は通っていなかった。

#### かつて存在した鉄道
- 西日本旅客鉄道（JR西日本）
  - 可部線（2003年12月1日廃止）：田之尻駅 -（加計町・戸河内町）- 筒賀駅

### 道路
- 高速道路
  - 中国自動車道

- 国道
  - 国道186号
  - 国道434号（村内は全区間国道186号と重用）

- 主要地方道
  - 広島県道41号五日市筒賀線

- 一般県道
  - 広島県道241号筒賀停車場線…JR田之尻駅に通じる県道。JR可部線廃止後も長らく存続していたが2009年2月5日広島県告示第119号により廃止され、広島県道303号上筒賀津浪線と広島県道304号中筒賀下線に再編。
  - 広島県道303号上筒賀筒賀停車場線…JR田之尻駅と上筒賀地区を結ぶ県道。JR可部線廃止後も長らく存続していたが2009年2月5日広島県告示第119号により廃止され、広島県道303号上筒賀津浪線と広島県道304号中筒賀下線に再編。
  - 広島県道304号中筒賀下線

## 備考
下筒賀の大字は旧山県郡加計町内に存在する。地理的事情から上筒賀・中筒賀とは一緒にならず殿賀村→加計町に属してきたが、平成の大合併でようやく上筒賀・中筒賀・下筒賀が同一自治体に収まることになった。